# Sirenia (группа)
Sirenia — норвежский готик-метал-проект, основанный Мортеном Веландом в 2001 году после ухода из Tristania. В новом проекте Мортен является бессменным участником и идейным лидером, продолжая писать тексты и музыку. Более того, он исполняет практически все музыкальные партии в выпускаемых альбомах. Для их записи используется большое число гитар: бас-гитара, акустическая гитара, электрогитара, шести-, семи- и двенадцатиструнные гитары, а также барабаны, синтезатор, фортепиано и скрипка. Характерная черта проекта — женский вокал со вставками хоровых пений, гроулинга и чистого мужского вокала. Ранним работам группы были присущи более мелодичные и меланхоличные композиции с доминирующей ролью гроулинга в вокале, поздним — более ритмичные и менее мрачные. По различным причинам в проекте часто меняются музыканты, так, первые четыре альбома записаны с участием разных вокалисток.

## Название проекта
Как и в случае с названием группы Tristania, которое Мортен создал путём небольшого изменения норвежского слова trist, название нового проекта также является производным от норвежского слова. На этот раз было выбрано слово siren, к которому Мортен добавил окончание -ia, получившееся слово читается sī'rēnēə. Siren в переводе на русский язык означает «сирена». В греческой мифологии сирены — морские существа в образе птицы с женской головой, которые своим сладкоголосым пением завлекали мореплавателей в гибельные места. В творчестве группы имеются две песни посвящённые этим мифическим существам — «Sirenian Shores» с одноимённого мини-альбома и «Sirens of the Seven Seas» с альбома The 13th Floor, а также одна инструментальная композиция «Seven Sirens and a Silver Tear» с альбома An Elixir for Existence. Несмотря на то, что название Sirenia является выдуманным, в английском языке оказалось такое же слово, которым обозначают отряд водных млекопитающих. К названию проекта они не имеют никакого отношения.

## История проекта

### At Sixes and Sevens
Бывший вокалист, гитарист и основной автор песен Tristania Мортен Веланд после ухода из этой группы продолжил своё музыкальное творчество в жанре готик-метал. Решив привнести в этот мрачный жанр свежее звучание, Мортен в 2001 году организовал проект Masters of Sirenia, название которого чуть позже сократил до Sirenia. В результате экспериментов музыка группы приобрела черты готики, метала и классики с элементами блэка и дэта. В основу звучания были положены мощные ударные и бас, ритм-гитары, клавишные, в том числе чистое фортепиано и неотъемлемый атрибут жанра — скрипки. Вокал также отличался большим разнообразием: применялись и гроулинг, и скриминг, мужской и женский вокал, хоры и семплы.
Поэкспериментировав и накопив материал для записи, Мортен приступил к поиску музыкантов. Первым после самого Мортена участником проекта Sirenia стал его близкий друг Кристиан Гундерсен (норв. Kristian Gundersen; New Breed, Elusive), который обеспечил чистый мужской вокал и гитарные партии. Вслед за ним в проект были приглашены: Фабьенн Гондамен (фр. Fabienne Gondamin; женский вокал), Ян Кеннет Барквед (норв. Jan Kenneth Barkved; мужской вокал; Morendoes, Elusive, Tristania), Пит Йохансен (норв. Pete Johansen; скрипка; Tristania, Morgul, The Scarr, The Sins of Thy Beloved), а также ещё четыре человека для хора. В 2002 году в этом составе был записан дебютный альбом At Sixes and Sevens на студии Sound Suite во Франции. Распространением альбома стал заниматься лейбл Napalm Records, так как по условиям контракта, действующего ещё со времён Tristania, Мортен остался должен этой компании ещё два альбома.
Дебютный альбом проекта был тепло встречен критиками, получив оценки 93 % и 75 % от журналов Legacy и Rock Hard, соответственно. В поддержку альбома было решено провести тур по Европе, но Фабьена была не готова посвятить себя бесконечным гастролям, поскольку жила и работала во Франции, о чём Мортену было известно с самого начала. Мортен вернулся в Норвегию и начал поиск новой вокалистки. После прослушивания нескольких кандидаток была выбрана Генриетта Бордвик (норв. Henriette Bordvik). Генриетта родилась в 1984 году, готик-метал почти не слушает, предпочитая ему более тяжёлую музыку, такую как Guns N’ Roses, Iron Maiden, Opeth, Dimmu Borgir и Vintersorg. Генриетта приняла участие в европейском туре, в котором также выступали группы Trail of Tears, Edenbridge, Battlelore и Saltatio Mortis, был проведён европейский тур под названием «Магия Ангелов» (англ. The magic of angels festival tour).

### An Elixir for Existence
Уже в процессе гастролей Мортен писал новые песни, а в конце августа 2003 года вместе с Кристианом вернулся на студию Sound Suite для работы над вторым альбомом. Из состава, принимавшего участие в записи первого альбома, больше никого не осталось, поскольку все музыканты, кроме Кристиана, были наняты лишь на время записи. В этот раз Мортен нанял скрипачку Анну Вердот (фр. Anne Verdot) и французский хор из пяти человек. Кроме того, на постоянную работу был взят Джонатан Перес (норв. Jonathan Perez; барабаны; Trail of Tears). Все остальные инструменты были запрограммированы Мортеном. На этот раз он постарался придать каждой песне индивидуальный оттенок и структуру. Альбом отличался от своего предшественника бо́льшим количеством эпических композиций с симфоническими аранжировками. Когда музыка уже была написана, во Францию приехала Генриетта, чтобы внести последний штрих в создание нового альбома, который решили назвать An Elixir for Existence.
Одновременно с записью альбома велась запись мини-альбома Sirenian Shores, включившего в себя две новые песни, два ремикса и один кавер на Леонарда Коэна. После записи альбома и мини-альбома, в августе 2004 года проект покинул Кристиан, поскольку он должен был уделять больше внимания своим группам New Breed и Elusive. Кроме того, Джонатан отправился в тур по Европе со своей Trail of Tears, так что в Sirenia на тот момент остались только Мортен и Генриетта. Поскольку в таком составе было весьма проблематично проводить предстоящие концерты, Мортен решил на время пригласить Роланда Навратила (нем. Roland Navratil; барабаны; Dignity, Edenbridge) и Бьёрнара Ланду (норв. Bjørnar Landa; гитара; Deathfare, Artifact), причём последний, с 2006 года, стал постоянным участником. В этом составе Sirenia приняла участие в нескольких готик-фестивалях, а также провела гастроли по Европе с такими группами как Atrocity, Leaves’ Eyes, Battlelore, Tiamat, Theatre of Tragedy и Pain.
Альбом получил оценки 87 % и 75 % от журналов Legacy и Rock Hard соответственно. Кроме того, критики отметили, что в целом работа получилась хорошая, но ничего нового по сравнению с первой не принесла. Отчасти это произошло от того, что материал начал сочиняться сразу после выпуска первого альбома и естественным образом продолжал его линию, отчасти от того, что голос Генриетты был поразительно похож на голос Фабьены и хорошо ложился именно на такой материал. Через год после выпуска этого альбома, в ноябре 2005 года Генриетта покинула группу:

Это было трудным решением, но сейчас пришло время, когда я должна покинуть Sirenia. Я вижу, что все музыканты уйму времени проводят над записью нового альбома, и поскольку сейчас я не могу уделять работе с Sirenia столько времени, сколько необходимо и сколько этот проект действительно заслуживает, мы пришли к решению, что для блага команды нам нужно расстаться. Никаких особых разногласий и ссор, просто немного разное отношение к музыке. Я не думаю, что Sirenia — это действительно то, что помогает мне двигаться дальше и чему я могла бы посвятить всю себя. Я желаю им удачи в будущем и успехов при выпуске новых релизов, и спасибо всем за поддержку!
Оригинальный текст (англ.)It’s a difficult call this one, but it has now come down to me leaving Sirenia. Seeing how the band is working full-time on the new album - the new record deal and everything - there’s a lot coming up, and as I'm not able to give Sirenia all the attention they need and sure as hell are worthy of at this very moment, we have come to the decision that it is for the best of the future of the band that we part ways. No hard feelings whatsoever, just due to a bit of musical differences and such. I don't think Sirenia is what really gives me the right spirit to keep going and give it all for the band. I wish them the best of luck in the future and on the next release(s), and would like to salute you all for your massive support!

### Nine Destinies and a Downfall
К тому времени, как Sirenia разместили на сайте объявление о поиске новой вокалистки, датскую прогрессив/готик-метал-группу Sinphonia покинула Моника Педерсен (дат. Monika Pedersen) — демоверсией их альбома не заинтересовалась ни одна из звукозаписывающих компаний, поэтому участники решили сконцентрироваться на других проектах. В это же время группа Nightwish искала замену Тарье Турунен и Моника отправила заявку на прослушивание. Так и не дождавшись ответа, Моника продолжила поиски вакантных мест и обнаружила объявление на сайте Sirenia. В ответ на её заявку, Мортен пригласил Монику на прослушивание, которое она успешно прошла и в апреле 2006 года стала полноправным членом группы. Моника родилась в 1978 году в городе Орхус — одном из крупнейших городов Дании. Начала петь с шестилетнего возраста, а металом заинтересовалась в тринадцать, её любимые группы — Nevermore и Faith No More.
В феврале 2007 года был выпущен третий альбом под названием Nine Destinies and a Downfall. На этот раз выпускающей компанией стала Nuclear Blast, так как срок действия контракта с Napalm Records к этому времени уже истёк. Весь материал снова был написан Мортеном, однако на этот раз он существенно отличался от его предыдущих работ. Во-первых, вместо тонкого балансирования между мужским и женским вокалом, остался почти только один женский вокал. Во-вторых, музыка стала более ритмичной и менее мрачной. И в-третьих, для того, чтобы поднять качество записи на новый уровень, создание альбома происходило сразу на нескольких студиях: Jailhouse в Норвегии, Sound Suite во Франции, а микширование и мастеринг были проведены в родном городе Моники, на студии Antfarm. За оформлением обложки новый лейбл посоветовал обратиться к Энтони Кларксону, который рисовал обложки для Blind Guardian, Rage, Lacuna Coil, In Flames и других. Энтони оказался давним поклонником Sirenia и с удовольствием выполнил работу. На две песни с альбома были сняты видеоклипы: «My Mind’s Eye» и «The Other Side».
В поддержку альбома было проведено турне и российские поклонники стали первыми, кто услышал живое исполнение новых песен, сразу же на следующий день после официального релиза альбома. В чартах Германии альбом занял 54-е место, а песня «My Mind’s Eye» несколько недель держалась на первом месте в хит-парадах греческих радиостанций. Кроме того, на радио попала и Моника в качестве соведущей популярного «шоу диджея ПэйнКиллера» (англ. The DJ PainKiller Show) — еженедельного двухчасового шоу посвящённого старому и новому року и металу, проводящемуся на онлайн радио Hard Rock Radio Live. 5 ноября 2007 года Моника покинула группу:

После долгих размышлений я решила покинуть Sirenia, но собираюсь продолжать заниматься музыкой. Причина ухода в том, что у нас слишком разные музыкальные вкусы, и я не чувствую, что это именно та группа, которая нужна мне. Я отлично провела время будучи в группе, набралась опыта и желаю команде всего самого лучшего в будущем. Я хочу сказать большое спасибо всем поклонникам за их поддержку — вы ещё услышите меня.
Оригинальный текст (англ.)After much consideration I have chosen to leave Sirenia, but I will continue with music. The reason is, that we have too many musical differences, and I don't feel like it’s the right band for me. I have had a great time in the band, lots of good experiences and only wish the best for the band in the future. I want to send a big "Thank You" to all the fans for your support - you haven't heard the last of me!

### The 13th Floor
После ухода Моники на официальном сайте было размещено объявление о поиске новой вокалистки. Прослушивание прошло около 500 претенденток и 9 апреля 2008 года, было объявлено, что место вокалистки заняла испанская певица Пилар Химе́нес Гарсия (исп. Pilar Giménez García). Пилар родилась 29 мая 1982 года в Барселоне, но живёт в Гранаде. Начала петь с одиннадцати лет, а профессионально — с восемнадцати. Использует сценический псевдоним «Айлин». Любит читать, смотреть фильмы и играть в видеоигры. С металом познакомилась случайно, увидев по телевидению клип Within Temptation и начав искать в интернете информацию о группе и их стиле. Добавляя к себе в друзья на Myspace все готик-метал-группы подряд, в друзьях оказалась и Sirenia, а поскольку на страничке Пилар было размещено несколько её фонограмм, то ответная реакция со стороны Sirenia последовала незамедлительно — её пригласили на прослушивание. Вот как это произошло со слов самой Пилар:

Я была выбрана новой вокалисткой Sirenia совершенно случайно. Моя сестра добавила их в друзья на MySpace, но мы и представить не могли, что если ты хотел пройти прослушивание в эту группу, то должен был послать им своё демо или добавить их в друзья, поэтому мы были шокированы, когда они написали ответ с просьбой приехать в Норвегию на прослушивание в качестве новой вокалистки. Я ездила туда дважды, первый раз было студийное прослушивание, а второй — со всеми членами группы. Я думаю, меня выбрали потому, что я являлась именно тем, что искал Мортен, а ещё потому, что с первого момента между всеми членами группы и мной установился контакт.
Оригинальный текст (англ.)I got selected as Sirenia’s new vocalist as an accident. My sister added them to my myspace’s friends, but we didn’t realize that if you wanted to audition for the band you had to send them your demo or add them as friends, so I was shocked when they wrote to me asking to go to Norway and audition for the new vocalist. I went there twice, the first time was an studio audition and the second one with all the band members. I think I was selected because I’m what Morten was looking for the band, and also since the first moment we connected all the members from Sirenia and me.

Через месяц после прихода новой вокалистки проект покинул Бьернар, так ни разу и не выступив на концерте в новом составе. Бьернар решил больше времени уделять семье и студийной работе. Его место занял Майкл Круминьш (норв. Michael Krumins; гитара; Natt, Green Carnation, Trail of Tears), также как и Бьернар, выступая лишь на концертах, поскольку при записи альбомов, Мортен, по возможности, старается обходиться своими силами. Джонатан тоже не принимал участия в записи нового альбома, так что все барабанные партии были запрограммированы Мортеном. Новый, четвёртый по счёту альбом был записан в сентябре 2008 года, всего через пять месяцев после прихода Пилар, и получил название The 13th Floor. Такая стремительность объясняется тем, что до прихода новой вокалистки весь материал практически был уже написан Мортеном, однако он позволил Пилар самой выбирать стиль исполнения, чем в итоге остался доволен. Скрипичные партии на этот раз исполнила француженка Стефани Валентен (фр. Stephanie Valentin). Данный альбом примечателен ещё и тем, что для исполнения вокальной партии одной из песен был приглашён Ян Кеннет Барквед, который уже участвовал в проекте во время записи первого альбома. Заглавной песней альбома была выбрана «The Path To Decay» на которую сняли видеоклип.
|                              |               |                |
| Пилар «Айлин» Химе́нес Гарсия | Мортен Веланд | Майкл Круминьш |

Сразу после официального релиза альбом попал в чарты Швейцарии и Германии на 67-е и 87-е место соответственно. Закончив давать интервью по поводу выхода нового альбома, группа отправилась в турне по странам Восточной и Южной Европы: России, Молдове, Украине, Польше и Испании. Один из концертов, проводившихся в Испании, прошёл в родном городе Пилар — Барселоне. Всего через пару месяцев после тура в поддержку альбома, группе предстоял новый, большой тур по Европе под названием «Красавица и Чудовище» (англ. The Beauty and the Beast Festival tour) с такими группами как Leaves’ Eyes, Atrocity, Elis и Stream of Passion, но Джонатан был вынужден пропустить этот тур так как в его семье появился ребёнок. Его заменили Роландом Навратилом, который раньше уже выручал Sirenia в подобных форс-мажорных обстоятельствах.

### The Enigma of Life
С июля по ноябрь 2010 года велась запись нового, пятого полноформатного альбома. Мортен продолжил курс, взятый им ещё на третьем альбоме, в сторону смягчения музыки, убирая из неё элементы присущие дум- и дэт-металу делая её более подходящей для сцены и радио. 21 января 2011 года был выпущен пятый альбом под названием The Enigma of Life. К особенностям альбома, во-первых, можно отнести вокалистку, которая осталась неизменной. Во-вторых, на альбоме впервые содержится более девяти треков, а именно 16, если брать в расчёт четыре бонус-трека. И в-третьих, впервые в репертуаре Sirenia появились песни, основной текст которых исполнен на языке отличном от английского, а именно на испанском языке. Такими песнями стали: «El Enigma De La Vida», которая является испаноязычной версией трека «The Enigma of Life», а также «Oscura Realidad», которая соответствует англоязычному треку «This Darkness». Заглавной песней альбома была выбрана «The End of It All», видеоклип которой, стал доступен 5 января 2011 года. Над клипом работал известный шведский режиссёр Патрик Юлаис (швед. Patric Ullaeus), в портфолио которого числятся работы над клипами таких известных групп, как Within Temptation, Lacuna Coil, In Flames, Evergrey, Dimmu Borgir, Dream Evil, Kamelot, Europe, а также некоторых других. Через три с половиной месяца после выхода видеоклипа на официальном сайте проекта появилось сообщение об уходе Майкла Круминьша.

### Perils of the Deep Blue
В октябре 2012 года группа анонсировала запись нового альбома, выход которого запланирован на начало 2013. По словам группы, альбом будет иметь несколько приятных сюрпризов и его звучание будет отличаться от стиля двух предыдущих альбомов. 12 мая 2013 вышел сингл «Seven Widows Weep», а 28 июня вышел альбом «Perils of the Deep Blue». Продолжая линию предыдущего альбома, в составе нового альбома появилась песня на норвежском языке («Stille kom døden»). Кроме того, впервые в альбоме присутствует песня длиной в 12 минут. На заглавную песню альбома «Seven Widows Weep» был снят клип командой Icode, которые также снимали клипы для песен «My Mind’s Eye» и «The Other Side».

### The Seventh Life Path
3 апреля 2014 года группа объявила о возвращении на Napalm Records с ожидаемым выпуском альбома в начале 2015 года. 10 февраля 2015 года Sirenia объявили название своей следующей пластинки под названием The Seventh Life Path. 12 марта 2015 года группа объявила на своей странице Facebook, что Nightwatcher Films подписали контракт с Sirenia на использование их песни "Ducere Me In Lucem" из "Perils of the Deep Blue" для своего саундтрека. Песня прозвучит во вступительном титре фильма под названием "Покинутые мертвецы", который выйдет в прокат в январе 2016 года.
5 июля 2016 года Sirenia объявили, что спустя 8 лет они расстаются в хороших отношениях с давней вокалисткой Айлин, но что работа над предстоящим альбомом будет продолжаться в обычном режиме. В тот же день Айлин опубликовала заявление, оспаривающее претензии группы, заявив, что решение принимала не она и она в нём не участвовала.

### Dim Days of Dolor
29 августа 2016 года Sirenia выпустили восьмой полноформатный альбом Dim Days of Dolor перед официальным объявлением о новом вокалисте.
8 сентября 2016 года Sirenia объявили о своей новой вокалистке Эммануэль Зольда́н, французской певице меццо-сопрано из Экс-ан-Прованса, которая проработала с Sirenia 13 лет и является частью Sirenian Choir. Ранее она участвовала в записи вокала на обложке EP Sirenian Shores «First We Take Manhattan» Леонарда Коэна.

### Arcane Astral Aeons
14 августа 2018 года Sirenia обнародовали название своего девятого студийного альбома Arcane Astral Aeons, а осенью отправятся в европейский тур. Альбом был выпущен 26 октября того же года.
На сингл "Love Like Cyanide", выпущенный 21 сентября 2018 года, было снято лирическое видео. В песне в качестве гостя выступил Яннис Пападопулос из финской группы Beast in Black.  12 октября "Into the Night" была выпущена в качестве второго сингла, за которым последовало музыкальное видео. Режиссёром обоих видеоклипов выступил шведский режиссёр и музыкант Ове Лингвалл.
Осенью 2019 года Sirenia отправились в обширный европейский тур с такими группами, как Leaves'Eyes, Forever Still и Lost in Grey.Во время тура был представлен новый официальный участник, британский барабанщик Майкл Браш из Magic Kingdom.

### Riddles, Ruins & Revelations и 1977
8 декабря 2020 года Sirenia объявили название своего десятого студийного альбома Riddles, Ruins & Revelations, выпустив свой первый сингл с альбома "Addiction No. 1". Альбом был выпущен 12 февраля 2021 года. Второй сингл с альбома, "We Come to Ruins", был выпущен 12 января 2021 года. 10 февраля 2021 года группа выпустила свой третий сингл с альбома, который является кавером на песню Desireless "Voyage, voyage".
22 марта 2023 года группа одновременно анонсировала первый сингл, представляющий собой кавер-версию песни английской певицы Таниты Тикарам "Twist in My Sobriety".  Это первый сингл, который войдет в одиннадцатый студийный альбом, 1977, который был выпущен 26 мая 2023 года.

## Истоки, стиль, влияние
Такие группы, как Guns N’ Roses, Mötley Crüe, Элис Купер и Metallica вдохновили Мортена начать заниматься музыкой. Несколько лет спустя он открыл для себя британскую готик-сцену, яркими представителями которой являлись группы The Sisters of Mercy, Fields of the Nephilim и The Mission. Мортену очень понравилась мрачная атмосфера, которая присутствовала в творчестве этих и других подобных групп, но и от своих прежних взглядов он не спешил отказываться, поэтому он решил объединить элементы, свойственные готическому жанру с элементами, свойственными металу, и с 1994 года начал экспериментировать в новом направлении. Постепенно совершенствуясь и оттачивая новый стиль, Мортен пытался соединить элементы классической музыки — хор, скрипку и фортепиано — с элементами рока и метала, а с помощью синтезатора пытался придать всему этому меланхоличную атмосферу. По его утверждению, все трудности, связанные с комбинированием этих, казалось бы, несовместимых вещей, являются катализатором его работоспособности, без них написание музыки превратилось бы в рутину. Точная классификация получившегося стиля затруднительна, поскольку музыка Sirenia сочетает в себе элементы различных жанров. В мелодиях можно проследить элементы блэк-метала, дэт-метала, дум-метала, готик-метала и симфоник-метала с явным преобладанием двух последних жанров. Вот что говорит о стиле сам Мортен:

Для нас всегда было сложно присвоить нашей музыке какой-то определённый ярлык, поскольку она основана на использовании элементов из различных стилей и сочетает их в одну большую музыкальную концепцию. Но если бы пришлось сравнивать с другими группами, я бы упомянул, например, Nightwish или Within Temptation, музыка этих групп содержит элементы, свойственные Sirenia, хотя, я думаю, мы имеем свой собственный стиль.
Оригинальный текст (англ.)It’s always been difficult for us to tag our music as our concept is based on bringing all elements from different styles and mixing it together into a big musical concept. But if I were to mention other bands in the same style I would mention for example Nightwish or Within Temptation, stuff like that are also bands that have things in common with Sirena, although I think we have our own style.

Помимо уже названных групп, также огромное влияние на Мортена оказала музыка и лирика Леонарда Коэна, который с раннего детства был любимым артистом Мортена. После того, как в 1992 году Мортен купил свою первую электрогитару, он начал задумываться о том, чтобы создать кавер на какую-нибудь из его песен, но решился на это лишь спустя 12 лет, когда понял, что имеет для этого достаточно опыта. Несмотря на то, что Мортен слушает музыку весьма разнообразных стилей и направлений, большее предпочтение он отдаёт музыке 70-х, 80-х и ранних 90-х, такой, например, как The Doors, Black Sabbath и Motörhead. По его словам, он получает вдохновение от прослушивания подобной музыки, чтения книг, просмотра фильмов, и вообще любого события, которое может произвести на него впечатление, вызвав тем самым у него какие-либо чувства и эмоции, а полученные чувства и эмоции, в свою очередь, помогают уже в написании собственной музыки.
Что касается текстов, то бо́льшая их часть посвящена жизни и смерти, любви и ненависти, депрессии, паранойе, размышлениям о суициде, а также другим психическим состояниям человека. При их написании Мортен пытается придать им некую двусмысленность и недоговорённость, чтобы каждый слушатель понял их по-своему. «Я применяю множество метафор, символов, которые оставляют большой простор для фантазии слушателя. Я предпочитаю писать глубже и сложнее, чем диктовать прописные истины», — утверждает Мортен. Именно поэтому он не любит давать интервью по поводу смысла песен, считая бессмысленным провести несколько месяцев придумывая хорошие тексты, а потом просто взять и сказать «Я имел в виду то и это». У Мортена накопилось множество материала, не вписывающегося в формат Sirenia, поэтому он решил организовать сайд-проект в котором смог бы воплотить все свои нереализованные идеи. Новый проект был основан 6 июля 2009 года и получил название Mortemia.

## Концертная деятельность
- Club Grotesque — 10 апреля 2003 года, Ставангер, Норвегия.
- Фестиваль Infernofestival — 18 апреля 2003 года, Осло, Норвегия.
- Совместный европейский тур с группами Trail of Tears, Edenbridge, Battlelore, Saltatio Mortis проводившийся с 13 по 29 мая 2003 года в Германии, Австрии, Нидерландах, Бельгии, Швейцарии и Испании.
- Совместные концерты с группой Trail of Tears проводившиеся с 11 по 22 июня 2003 года в Мексике.
- Клуб Biebob — 13 августа 2004 года, Восселар, Бельгия.
- Фестиваль Summer Darkness — 14 августа 2004 года, Утрехт, Нидерланды.
- Фестиваль Summer Breeze — 20 августа 2004 года, Абтсгмюнд, Германия.
- Концертный тур группы Tiamat при поддержке Theatre of Tragedy, Pain и Sirenia. Проводился с 24 декабря 2004 года по 9 января 2005 года.
- Nine Destinies and a Downfall — концертный тур в поддержку одноимённого альбома. Тур начался 24 февраля 2007 года в России с участием новой вокалистки, продолжался в Норвегии, Бельгии, Германии, Турции, Дании, Чехии и закончился 10 июля 2008 года после полугодового перерыва в связи с уходом Моники. Два последних концерта проводились уже с участием Пилар. За время этого турне было посещено рекордное для Sirenia количество фестивалей.
- The 13th Floor — концертный тур в поддержку одноимённого альбома. Первый концерт прошёл 10 мая 2009 года в московском клубе «Точка», затем гастроли продолжились в Молдове, Украине, Польше, Норвегии, Испании и закончились 8 ноября 2009 года в Великобритании на Femme Metal Festival — фестивале в котором участвовали лишь метал-группы с основным женским вокалом. Собранные средства пошли в благотворительную организацию Macmillan Cancer Support оказывающую помощь больным раком, а также в институт исследования рака Великобритании (англ. Cancer Research UK)[51].
- The Beauty and the Beast Festival tour — совместный европейский тур с группами Leaves’ Eyes, Atrocity, Elis и Stream of Passion, проводившийся с 13-го по 28 ноября 2009 года в Чехии, Венгрии, Германии, Франции, Бельгии, Нидерландах, Швейцарии и Люксембурге.
- В 2016 группа стала хедлайнером фестиваля kRock, проходящего в Херсоне.

## Дискография
- At Sixes and Sevens (2002, Napalm Records)
- An Elixir for Existence (2004, Napalm Records)
- Nine Destinies and a Downfall (2007, Nuclear Blast)
- The 13th Floor (2009, Nuclear Blast)
- The Enigma of Life (2011, Nuclear Blast)
- Perils of the Deep Blue (2013, Nuclear Blast)
- The Seventh Life Path (2015, Napalm Records)
- Dim Days of Dolor (2016, Napalm Records)
- Arcane Astral Aeons (2018, Napalm Records)
- Riddles, Ruins & Revelations (2021, Napalm Records)[52]
- 1977[англ.] (2023, Napalm Records)[53]

## Состав

### Текущий состав
- Мортен Веланд (норв. Morten Veland) — композитор, лирик, гроулинг, вокал, гитара, бас, клавиши, барабаны (2001—…)
- Джонатан Перес (норв. Jonathan Perez) — ударные и перкуссия (2003—…)
- Ян Эрик Сольтведт (норв. Jan Erik Soltvedt) — гитара (с 2011)
- Эммануэль Зольда́н (фр. Emmanuelle Zoldan) — вокал (с 2016)[54]

### Бывшие участники
- Кристиан Гундерсен (норв. Kristian Gundersen) — гитара, мужской вокал (2001—2004)
- Генриетта Бордвик (норв. Henriette Bordvik) — женский вокал (2002—2005)
- Моника Педерсен (дат. Monika Pedersen) — женский вокал (2006—2007)
- Бьёрнар Ланда (норв. Bjørnar Landa) — гитара (2006—2008)
- Майкл Круминьш (норв. Michael Krumins) — гитара (2008—2011)
- Пилар «Айлин» Химе́нес Гарсия (исп. Pilar «Ailyn» Giménez García) — женский вокал (2008—2016)[55]

### Сессионные участники
- Ханс Хенрик Варланд (норв. Hans Henrik Varland) — клавиши (2001—2003)
- Пит Юхансен (норв. Pete Johansen) — скрипка (2002)
- Фабьенн Гондамен (фр. Fabienne Gondamin) — женский вокал (2002)
- Ян Кеннет Барквед (норв. Jan Kenneth Barkved) — мужской вокал (2002, 2009)
- Анна Вердо (фр. Anne Verdot) — скрипка (2004)
- Бьёрнар Ланда (норв. Bjørnar Landa) — гитара (2004—2005, затем как постоянный участник)
- Роланд Навратил (нем. Roland Navratil) — барабаны (2004—2005, 2009—2010)
- Кристиан Олав Торп (норв. Kristian Olav Torp) — бас-гитара (2008)
- Стефани Валентен (фр. Stephanie Valentin) — скрипка (2009, 2010)

### Хор
- Юбер Пьяццола (фр. Hubert Piazzola) — мужской вокал (2002)
- Жоанна Жиро (фр. Johanna Giraud) — женский вокал (2002)
- Эмили Лебро (фр. Emilie Lesbros) — женский вокал (2002, 2004, 2009, 2010)
- Дамьен Сюриан (фр. Damien Surian) — мужской вокал (2002, 2004, 2007, 2009, 2010, 2013)
- Матьё Ландри (фр. Mathieu Landry) — мужской вокал (2004, 2007, 2009, 2010, 2013)
- Эммануэль Зольдан (фр. Emmanuelle Zoldan) — женский вокал (2004, 2007, 2009, 2010, 2013)
- Сандрин Гуттебель (фр. Sandrine Gouttebel) — женский вокал (2004, 2007, 2009, 2010)
- Эмилия Бернау (фр. Emilie Bernou) — женский вокал (2013)

### Официальные
- Сайт Мортена Веланда Архивная копия от 25 декабря 2009 на Wayback Machine (англ.)
- Видеоканал  Sirenia на YouTube
- Sirenia на NuclearBlast Архивная копия от 5 февраля 2009 на Wayback Machine (англ.)
- О создании клипа «The Path To Decay» Архивная копия от 11 марта 2010 на Wayback Machine (англ.)

### Неофициальные
- Sirenia (англ.) на сайте Rate Your Music
- Sirenia на Encyclopaedia Metallum Архивная копия от 6 июля 2007 на Wayback Machine (англ.)
- Интервью с Генриеттой Бордвик и Мортеном Веландом Архивировано 28 января 2012 года. (англ.)
- Интервью с Моникой Педерсен (англ.)
- Интервью с Пилар Химе́нес Гарсия Архивировано 28 января 2012 года. (англ.)
- Sirenia (англ.) на сайте MusicBrainz